# I Cannot Believe It's True
«I Cannot Believe It's True» ("No Puedo Creer Que Sea Cierto")  es una canción de Phil Collins, incluida en su segundo álbum en solitario "Hello, I Must Be Going!" . Es la sexta parte del disco y fue solamente publicada en Estados Unidos.
Tuvo un éxito moderado alcanzando únicamente el lugar #79 del Billboard Hot 100.

## Lista de pistas

### Sencillo de 12" U.S. (Atlantic)
1. "I Cannot Believe It's True"
2. "I Cannot Believe It's True" (Special version recorded live in Pasadena, California)

## Listas
| Lista (1983)           | Máxima posición |
| ---------------------- | --------------- |
| U.S. Billboard Hot 100 | 79              |

## Créditos
- Phil Collins - teclados, batería, vocalista, percusión.
- Daryl Stuermer - guitarras
- John Giblin - bajo
- Don Myrick - saxofón solo
- Don Myrick, Louis "Louie Louie" Satterfield, Rhamlee Michael Davis, Michael Harris - Phenix Horns
- Don Myrick, Louis "Louie Louie" Satterfield, Rhamlee Michael Davis, Phil Collins, Peter Newton - Phenix Choir

- Datos: Q5976620